# 박노식 (1971년)
박노식(1971년 5월 18일 ~ )은 대한민국의 배우이다. 한때 연극배우 활약 초기에 박호훈이라는 예명을 잠시 사용하였다.

## 이력
1994년 영화배우 첫 데뷔하였으며 이듬해 1995년 연극배우 데뷔하였다.

## 학력
- 강진농업고등학교 졸업

## 출연작

### 영화
- 1994년 영화 《사랑의 묵시록》
- 2000년 영화 《박하사탕》 ... 공원 6 역
- 2020년 영화 《침향》
- 2001년 영화 《건달본색》
- 2003년 영화 《살인의 추억》 ... 백광호 역
- 2003년 영화 《나비》 ... 구두닦이 역
- 2004년 영화 《그 놈은 멋있었다》 ... 토끼장수 / 빠박이선배 역
- 2004년 영화 《여고생 시집가기》 ... 노칠수 역
- 2005년 영화 《역전의 명수》 ... 똘빵 역
- 2006년 영화 《비단구두》 ... 오토바이 경찰 역
- 2006년 영화 《괴물》 ... 흥신소 직원 역
- 2006년 영화 《미녀는 괴로워》 ... 자장면 스토커 역
- 2007년 영화 《황진이》 ... 최주부 역
- 2007년 영화 《죽어도 해피엔딩》 ... 박 감독 역
- 2008년 영화 《당신이 잠든 사이에》 ... 노숙자 역
- 2009년 영화 《내 눈에 콩깍지》 ... 택시기사 역
- 2009년 영화 《나는 행복합니다》 ... 봉철 역
- 2010년 영화 《작은 연못》 ... 피난민들 역
- 2010년 영화 《쩨쩨한 로맨스》 ... 실직남 역
- 2010년 영화 《사노라면》 ... 철환 역
- 2011년 영화 《멋진 인생》 ... 석준친구 1 역
- 2011년 영화 《최종병기 활》 ... 장순 역
- 2012년 영화 《스파이 파파》 ... 전파사 주인 역
- 2012년 영화 《음치클리닉》 ... 중국집배달원 역
- 2012년 영화 《노동학원: 그저 살아가는 사람들》 ... 계장 역
- 2013년 영화 《물고기》 ... 늙은 낚시꾼 역
- 2013년 영화 《D-24》 ... 김구식 역
- 2013년 영화 《슈퍼맨 강보상》 ... 계장 역
- 2013년 영화 《아무 것도 사라지지 않는다》 ... 김 형사 역
- 2013년 영화 《하이프네이션: 힙합사기꾼》 ... 김 형사 역
- 2014년 영화 《명량》 ... 김억추 역
- 2014년 영화 《날아라 슈퍼보드》
- 2014년 영화 《배드버그》
- 2015년 영화 《화장》 ... 사우나 종업원 역
- 2015년 영화 《메이드 인 차이나》 ... 여권 브로커 역
- 2016년 영화 《사랑은 없다》 ... 안섭 역
- 2017년 영화 《지렁이》
- 2017년 영화 《남한산성》 ... 군사 1 역
- 2017년 영화 《가을 우체국》 ... 화장장 김씨 역
- 2017년 영화 《역모: 반란의 시대》 ... 철물점 주인 역
- 2017년 영화 《갈 수 없는 나라》 ... 막내외삼촌 역
- 2017년 영화 《코끝이 찡》 ... 시각장애 아빠 역
- 2018년 영화 《순이》 ... 박 순경 역
- 2018년 영화 《택싱 데이》 ... 취객 역
- 2019년 영화 《광대들: 풍문조작단》 ... 한명회 광대 1 역
- 2019년 영화 《깡패들》 ... 채무자 역
- 2019년 영화 《접전: 갑을 전쟁》 ... 김 회장 역
- 2021년 영화 《그대 너머에》 ... 공원 아저씨 역
- 2024년 영화 《1980》 ... 레코드 사장 역
- 2024년 영화 《행복의 나라》

### 드라마
- 2004년 MBC 12부작 시트콤 《미라클》 ... 극단장 역
- 2006년 SBS 금요 미니시리즈 《내 사랑 못난이》
- 2007년 MBC 수목 미니시리즈 《메리대구 공방전》 ... 양가위 역
- 2008년 SBS 월화 미니시리즈 《사랑해》 ... 은행강도 역
- 2008년 OCN Movies2 8부작 수목 미니시리즈 《도시괴담 데자뷰 시즌 3》
- 2008년 tvN 8부작 미니시리즈 《미스터리 형사》
- 2009년 KBS2 4부작 수목 미니시리즈 《경숙이 경숙아버지》
- 2009년 KNN 창사특집 4부작 드라마 《미세스 사이공》 ... 대식 역
- 2009년 tvN 금요 미니시리즈 《세 남자》 ... (특별출연) 역
- 2010년 SBS 월화 특별기획 드라마 《제중원》 ... 피부병 환자 1 역
- 2010년 OCN 10부작 오리지널 드라마 《신의 퀴즈 1》 ... 최경호 역
- 2010년 SBS 월화 특별기획 드라마 《자이언트》 ... 삼청교육대 534번 박충권 역 (특별출연)
- 2010년 MBC 수목 미니시리즈 《개인의 취향》 ... 구준표 역
- 2010년 MBC 일일시트콤 《몽땅 내 사랑》 ... 최 사장 역
- 2011년 SBS 주말극장 《폼나게 살거야》
- 2011년 tvN 월화 미니시리즈 《꽃미남 라면가게》
- 2014년 KBS2 드라마 스페셜 《예쁘다 오만복》 ... 안과의사 역 (특별출연)
- 2014년 tvN 월화 미니시리즈 《라이어 게임》 ... 정 과장 역
- 2014년 OCN 10부작 일요 미니시리즈 《리셋》 ... 소지 역
- 2014년 tvN 금토 미니시리즈 《미생》 ... 원인터내셔널 IT영업팀 함 차장 역
- 2015년 TV조선 1부작 단막극 《위대한 이야기 - 이주일의 못생겨서 죄송합니다》
- 2015년 tvN 8부작 금요 미니시리즈 《초인시대》
- 2016년 tvN 월화 미니시리즈 《치즈인더트랩》
- 2016년 KBS2 월화 미니시리즈 《무림학교》
- 2016년 MBC every1 목요 미니시리즈 《웹툰히어로 툰드라쇼 시즌 2》
- 2016년 EBS1 50부작 수목 특별기획 드라마 《레전드히어로 삼국전》 ... 노식 역
- 2016년 MBC 월화 특별기획 드라마 《화려한 유혹》 ... 홍명호 역
- 2016년 SBS 주말 미니시리즈 《미녀 공심이》
- 2016년 KBS1 5부작 특별기획 드라마 《임진왜란 1592》 ... 김윤방 역
- 2016년 MBC 주말 특별기획 드라마 《옥중화》
- 2016년 KBS1 저녁 일일연속극 《별난가족》 ... 창웨이 역
- 2016년 KBS2 월화 미니시리즈 《우리집에 사는 남자》
- 2017년 MBC 주말연속극 《불어라 미풍아》
- 2017년 OCN 주말 오리지널 드라마 《보이스》 ... 박종우 역
- 2017년 SBS 수목 특별기획 드라마 《사임당, 빛의 일기》
- 2017년 MBC 월화 특별기획 드라마 《역적 : 백성을 훔친 도적》
- 2017년 MBC 주말 특별기획 드라마 《도둑놈, 도둑님》
- 2017년 tvN 월화 미니시리즈 《아르곤》 ... 윤덕수 역
- 2018년 SBS 토요 특별기획 드라마 《운명과 분노》 ... 골드그룹 공장 경비원 역
- 2018년 tvN 주말 미니시리즈 《화유기》 ... 독취 역
- 2018년 MBC 수목 미니시리즈 《로봇이 아니야》 ... 노숙자 역
- 2019년 tvN 주말 미니시리즈 《자백》 ... '화예'의 직원 역
- 2019년 SBS 6부작 금요 미니시리즈 《힙합왕 - 나스나길》 ... 고물상 아저씨 역
- 2020년 KBS2 월화 미니시리즈 《본 어게인》 ... 강두철 역
- 2020년 TV조선 주말 특별기획 드라마 《바람과 구름과 비》 ... 만석 역
- 2020년 SBS 금토 미니시리즈 《편의점 샛별이》 ... 만복 역 (특별출연)
- 2020년 OCN 주말 오리지널 드라마 《미씽: 그들이 있었다》 ... 황두철 역
- 2022년 KBS2 수목 미니시리즈 《징크스의 연인》 ... 택시기사 역
- 2023년 쿠팡플레이 오리지널 드라마 《미끼》
- 2023년 KBS2 월화 미니시리즈 《오아시스》
- 2023년 JTBC 토일 미니시리즈 《힙하게》 … 전광식 역
- 2024년 tvN 월화 미니시리즈 《가석방심사관 이한신》 ... '양복규 역

### 텔레비전 프로그램
- 2003년 KBS2 《비타민》
- 2013년 ~ 2016년 《천 개의 비밀 어메이징 스토리》
- 2014년 ~ 2020년 MBN 《기막힌 이야기 실제상황》
- 2014년 ~ 2016년 TV조선 《이것은 실화다》

### 연극
- 《무기와 인간》(1995년) ... 니콜라 역(단역)
- 《침팬지 인간보고서》(2009년 ~ 2010년) ... 침팬지 역

## 광고
- 2004년 현대카드 M(With 김뢰하, 송강호)
- 2019년 우르오스 올인원 모이스처라이저

## 수상
- 2003년 제11회 춘사영화제 남우조연상
- 1995년 제5회 부천시 소인극 경연대회 우수연기상